# Иванов, Александр Иванович (футболист)
Алекса́ндр Ива́нович Ивано́в (6 марта 1928, Ленинград, СССР — 29 марта 1997, Санкт-Петербург, Россия) — советский футболист и тренер. Мастер спорта СССР (1954).

## Биография
Советский футболист и тренер. Фланговый нападающий. Мастер спорта СССР. Начинал играть в детских командах ленинградских «Трудовых резервов». Затем выступал за команду этого спортивного общества на первенство города. В 1950 году приглашён в ленинградский «Зенит», в котором он отыграл 11 сезонов. Капитан команды в 1957-58 годах, трижды включался в список 33-х лучших игроков сезона (1951, 1952, 1953).
Обладал отменными скоростными качествами, сильным ударом. Одинаково уверенно владел обеими ногами, хотя обычно выступал на левом фланге атаки.
С лета 1958 года — игрок сборной СССР. Участник чемпионата мира 1958 года. Стал первым игроком «Зенита», принявшим участие в финальной части чемпионата мира. В своём дебютном матче за сборную 8 июня 1958 года забил гол англичанам. Всего на чемпионате отыграл 4 матча (1 гол и 1 голевая передача).
По окончании карьеры работал на ЛОМО оптиком-механиком, выступал за футбольную команду этого предприятия на первенство Ленинграда (чемпион и обладатель кубка города 1961, 1962), тренировал её.